# Cam Clarke
Cameron Arthur (Cam) Clarke (Los Angeles (Californië), 6 november 1957) is een Amerikaans stemacteur, acteur en zanger.
Hij is een telg van een grote familie van entertainers. Zo was zijn vader Robert Clarke acteur en zijn moeder Alyce King zangeres. Op zijn zesde trad hij al op in The King Family Show, een reeks van muzikale variétéprogramma's die de familie maakte, uitgezonden door ABC. De familie bracht ook gezamenlijke platen uit en verscheen tot in de jaren zeventig op televisie.
Clarke bleef geregeld met zijn familie optreden tot hij in de jaren tachtig zijn eerste werk had als stemacteur: hij voorzag Max en Lance uit de tekenfilmserie Robotech van hun stem. In de jaren daarna sprak hij stemmen in voor talloze tekenfilms, zoals Cow and Chicken, Eek! The Cat, Akira, Naruto en Aladdin en computerspellen als Mass Effect en Doom 3.
Tot de bekendste personages die Cam Clarke van hun stem voorzag kunnen Leonardo uit Teenage Mutant Ninja Turtles (1987) en He-Man uit He-Man and the Masters of the Universe (2002) gerekend worden. Hij sprak tevens de stem in van Liquid Snake in verschillende delen van de Metal Gear Solid-videospellen.

## Stemacteerwerk (selectie)
- Attack of the Killer Tomatoes (animatieserie) – Igor, Tomacho
- The Avengers: Earth's Mightiest Heroes (animatieserie) – Doc Samson, Constrictor, Vector
- Baldur's Gate II: Shadows of Amn (computerspel) – Drizzt Do'Urden, Aran Linvail, overige
- Barnyard (zowel animatiefilm als -serie) – Freddy de fret
- Bleach (animeserie) – Yasochika Iemura
- Captain Planet and the Planeteers (animatieserie) – Ooze
- He-Man and the Masters of the Universe (animatieserie) – He-Man/Prince Adam
- Jade Empire (computerspel) – Sky, Si Pat, overige
- Kingdom Hearts II (computerspel) – Simba
- The Little Mermaid II: Return to the Sea (animatiefilm) – Flounder
- The Lord of the Rings: The Battle for Middle-earth II: The Rise of the Witch-king (computerspel) – Koning Arveleg
- Marvel: Ultimate Alliance (computerspel) – Thor, Daredevil, Weasel
- Mickey's Club (animatieserie) – Simba
- Monster (animeserie) – Richard Braun
- Scooby-Doo on Zombie Island (animatiefilm) – Beau
- The Smurfs and the Magic Flute (animatiefilm) – Peewit
- Spider-Man (animatieserie) – Mr. Fantastic
- Teenage Mutant Ninja Turtles (animatieserie) – Leonardo, Rocksteady, Mung, OverDrive
- Timon & Pumbaa (animatieserie) – Simba
- Quest for Glory IV (computerspel) – Domovoi, Gypsy Davy, Nikolai
- World of Warcraft: The Burning Crusade (computerspel) – Blood Elf Male, Medivh, Nexus-Prince Shaffar
- World of Warcraft: Wrath of the Lich King (computerspel) – Malygos

- Bibliothèque nationale de France: cb141649864 (data)
- International Standard Name Identifier: 0000 0001 1447 4440
- Library of Congress Control Number: n82157936
- MusicBrainz: 4e50a613-22df-4688-a328-ed93f3f25b9c
- Nationale Bibliotheek van Israël: 987012469339005171
- SNAC: w6m6427z
- Virtual International Authority File: 70286889
- WorldCat: E39PBJx8FwJ43Mbgp6G4FtB9Dq